# Cornelia Gavrilescu
Cornelia Gavrilescu (n. 1921 – d. 5 iunie 2003) a fost un cântăreață de operă română, distinsă cu titlul de Artist emerit.

## Distincții
- Ordinul Muncii clasa a II-a (19 aprilie 1952) „pentru zelul și munca depusă în realizarea spectacolului «Rusalka» la un nivel artistic excepțional”[1]
- titlul de Artist Emerit al Republicii Populare Române (19 noiembrie 1952)[2]